# Carlos Valicelli
Carlos Valicelli fue un primer actor cómico de teatro italiano nacionalizado argentino.

## Carrera
Comenzó muy niño su carrera teatral. En 1918 pasó por la compañía de Blanca Podestá- Alberto Ballerini.
Tío del actor Oscar Valicelli, formó la compañía de sainetes Franco-Valicelli donde compartía cartel con José Franco, padre de la actriz Eva Franco, pareja en las tablas de Oscar en el Teatro Sarmiento. Unido a Franco, realizó brillantes temporadas en Chile, Perú, Bolivia, Montevideo, y en provincias argentinas como Córdoba, Santa Fe y Buenos Aires.
En la década de 1920 creó su propia Compañía Argentina de Comedias y Sainetes con un elenco femenino en la que figuraban Pura Blaya, Susana Vargas, Antonia Volpe, María Abrain, Albina Saavedra, Inés Bancalari, Laura Valle, María Valicelli y Blanca Valicelli. 
Formó una exitosa compañía con el actor Julio Scarzella y luego con José Ramírez. En 1933 viaja a Perú con su compañía con el seguimiento del acordoneonista, bandoneonista, director y compositor Porfirio Díaz.
A lo largo de más de tres décadas representó obras de autores como Juan Manuel Beruti, Jorge Nicodemi y Alberto Vacarezza con más de 30 obras populares, entre ellas Los provincianos, Mustafá (1927) de Armando Discépolo - Rafael J. de Rosa, Pájaros de presa (1927) de Carlos Mauricio Pacheco, El conventillo de la Paloma, El gato con botas, El mago Herodes, Tu cuna fue un conventillo, ...Ni deuda que no se pague (1930), entre otros. 
Durante una discusión por causas de "faldas", el actor Carlos Valicelli fue herido gravemente por otro actor de la compañía.